# Pseudophanerotoma longicornis
Pseudophanerotoma longicornis är en stekelart som beskrevs av Herbert Zettel 1990. Pseudophanerotoma longicornis ingår i släktet Pseudophanerotoma och familjen bracksteklar. Inga underarter finns listade i Catalogue of Life.